# Doguzhiev
Doguzhiev (del ruso: Догужиев) es un jútor del raión de Krasnogvardéiskoye en la república de Adiguesia de Rusia. Está situado en la orilla izquierda del Labá, 14 km al este de Krasnogvardéiskoye y 64 km al nordeste de Maikop, la capital de la república. Tenía 18 habitantes en 2010
Pertenece al municipio de Yélenovskoye.

## Historia
Fue fundado en la década de 1880 por colonos campesinos ucranianos en tierras pertenecientes al teniente coronel Doguzhiev. La población resultó seriamente afectada por la crecida del río Labá del año 2002.